# Ahmad Bourghani
Ahmad Bourghani (* 1959 in Teheran; † 2. Februar 2008 ebenda; persisch احمد بورقانی فراهانی Ahmad Burqani Farahani) war ein iranischer Politiker und Journalist.

## Karriere
Bourghani studierte an der Schahid-Beheschti-Universität in Teheran Geografie und schloss dieses als Bachelor ab. Nach dem Sieg der Islamischen Revolution 1979 wurde er Journalist. Während des Iran-Irak Krieges war er Leiter der Nachrichtenredaktion der Islamic Republic News Agency (IRNA). Von 1990 bis 1993 war er Korrespondent der IRNA für Angelegenheiten der UN in New York. Im Jahr 1993 kehrte er in den Iran zurück. 
Während seiner kurzen Zeit ab 1998 als stellvertretender Minister für Kultur in der Regierung von Mohammed Chatami sorgte er erstmals seit der Revolution von 1979 für eine Pressefreiheit. Auch gegen den Widerstand traditioneller Personen, die vor Gericht versuchten kritische Zeitungen verbieten zu lassen, kämpfte er erfolgreich an. Im Februar 1999 trat Bourghani frustriert von seinem Amt zurück. Zwei Jahre später wurde er in das iranische Parlament gewählt, in dem er weiterhin sein Ziel, Pressefreiheit im Iran, verfolgte. Er war zudem Vorsitzender der parlamentarischen Gruppe, die sich für eine Freundschaft zwischen italienischen und iranischen Parlamentariern einsetzte. Er starb 2008 in einem Teheraner Krankenhaus an einem Herzinfarkt.